# (930) Westfalia
(930) Westfalia es un asteroide que forma parte del cinturón de asteroides y fue descubierto el 10 de marzo de 1920 por Wilhelm Heinrich Walter Baade desde el observatorio de Hamburgo-Bergedorf, Alemania.

## Designación y nombre
Westfalia se designó inicialmente como 1920 GS.
Más tarde, fue nombrado así por la región alemana de Westfalia.

## Características orbitales
Westfalia orbita a una distancia media del Sol de 2,432 ua, pudiendo alejarse hasta 2,779 ua. Su inclinación orbital es 15,33° y la excentricidad 0,1429. Emplea en completar una órbita alrededor del Sol 1385 días.